# Coleco Telstar Arcade
Die Coleco Telstar Arcade ist eine stationäre Spielkonsole, die von Coleco im Jahr 1977 in Japan, Nordamerika und Europa veröffentlicht wurde. Sie ist die fortschrittlichste Konsole der Coleco-Telstar-Serie.

## Aufbau
Die Spielkonsole ist in die Höhe gebaut, sodass auf drei Seiten gespielt werden kann: die Seiten sind spielspezifisch zu gebrauchen.
- Road Race: eine Seite mit Lenkrad und Schalthebel
- Quick Draw: eine Seite mit Lightgun für Schießspiele
- Pong: eine Seite mit Drehregler, wie sie jede Telstar-Spielkonsole besitzt

## Spiele
Die Spiele wurden, im Gegensatz zu den Vorgängermodellen, durch Spiel-Module aktiviert. Diese Module werden in den Modulschacht der Konsole eingesteckt. 4 Module wurden veröffentlicht:
- Modul #1 (zusammen mit der Konsole verkauft): Road Race für einen Spieler, Tennis für 2–4 Spieler und Quick-Draw, ein Kriegsspiel, für 1–2 Spieler.
- Modul #2: Hockey für 2–4 Spieler, Tennis für 2–4 Spieler, Handball für 1–2 Spieler und Target, ein Einzelspieler-Fußballzielspiel.
- Modul #3: Bonus Pinball (Pinball) für 1–2 Spieler, Shooting-Gallery und Shoot the Bear (Schießspiele) und Deluxe Pinball (Pinball) für 1–2 Spieler.
- Modul #4 (nur Einzelspieler-Spiele): Naval Battle (Schießspiel), Blast-Away (Kriegsspiel) und Speedball (Pong-Spiel).